# Namo (Laos)
Namo es un distrito de la provincia de Oudomxay, Laos. A 1 de marzo de 2015 tenía una población censada de 38 826 habitantes.
Se encuentra ubicado al norte del país, en la zona de la cordillera Annamita, y cerca del río Mekong y de la frontera con China.